# Oxycranum
Oxycranum is een geslacht van wantsen uit de familie van de Alydidae (Kromsprietwantsen). Het geslacht werd voor het eerst wetenschappelijk beschreven door Bergroth in 1910.

## Soorten
Het genus bevat de volgende soort:

- Oxycranum praeacutum Bergroth, 1910